# Allenatori del Chelsea Football Club
Sono 31 gli allenatori che in tutta la storia del Chelsea si sono seduti sulla sua panchina, dei quali solamente 3 hanno ricoperto anche il ruolo di manager.
Il tecnico che per più tempo ha condotto la squadra è stato lo scozzese David Calderhead, il quale l'ha guidata per 26 anni consecutivi, disputando complessivamente 966 partite senza però conquistare trofei. L'allenatore più vincente è stato, invece, il portoghese José Mourinho, che può vantare nel proprio palmarès tre Premier League (2004-2005, 2005-2006 e 2014-2015), tre Carling Cup (2004-2005, 2006-2007 e 2014-2015), una FA Cup (2006-2007) e un FA Community Shield (2005).

## Lista degli allenatori
I dati riguardanti gli allenatori sono aggiornati al 1 luglio 2023. Sono contate soltanto le partite ufficiali.
| Nome                | Nazionalità      | Dal            | Al             | G   | V   | N   | P   | % V     | GF   | GS   | Note    |
| ------------------- | ---------------- | -------------- | -------------- | --- | --- | --- | --- | ------- | ---- | ---- | ------- |
| John Tait Robertson | Scozia           | maggio 1905    | ottobre 1906   | 54  | 33  | 10  | 11  | 61,11   | 126  | 57   | [ 1 ]   |
| William Lewis       | Inghilterra      | ottobre 1906   | aprile 1907    | 27  | 17  | 5   | 5   | 62,96   | 54   | 25   | [ a 1 ] |
| David Calderhead    | Scozia           | luglio 1907    | giugno 1933    | 966 | 385 | 239 | 342 | 39,86   | 1376 | 1305 | [ 2 ]   |
| Leslie Knighton     | Inghilterra      | luglio 1933    | giugno 1939    | 269 | 92  | 69  | 108 | 34,20   | 419  | 446  | [ 3 ]   |
| Billy Birrell       | Scozia           | luglio 1939    | giugno 1952    | 293 | 97  | 77  | 119 | 33,11   | 410  | 462  | [ 4 ]   |
| Ted Drake           | Inghilterra      | luglio 1952    | settembre 1961 | 426 | 156 | 103 | 167 | 36,62   | 771  | 772  | [ 5 ]   |
| Tommy Docherty      | Scozia           | ottobre 1961   | settembre 1967 | 303 | 142 | 65  | 96  | 46,86   | 526  | 422  | [ 6 ]   |
| Ron Suart           | Inghilterra      | ottobre 1967   | ottobre 1967   | 2   | 0   | 1   | 1   | &0,00   | 1    | 8    | -       |
| Dave Sexton         | Inghilterra      | ottobre 1967   | settembre 1974 | 371 | 164 | 107 | 100 | 44,20   | 569  | 430  | [ 7 ]   |
| Ron Suart           | Inghilterra      | ottobre 1974   | marzo 1975     | 34  | 8   | 12  | 14  | 23,53   | 38   | 62   | [ 8 ]   |
| Eddie McCreadie     | Scozia           | aprile 1975    | giugno 1977    | 97  | 37  | 33  | 27  | 38,14   | 141  | 133  | [ 9 ]   |
| Ken Shellito        | Inghilterra      | luglio 1977    | dicembre 1978  | 66  | 15  | 19  | 32  | 22,73   | 77   | 115  | [ 10 ]  |
| Danny Blanchflower  | Irlanda del Nord | dicembre 1978  | settembre 1979 | 32  | 5   | 8   | 19  | 15,63   | 34   | 68   | [ 11 ]  |
| Geoff Hurst         | Inghilterra      | settembre 1979 | aprile 1981    | 81  | 35  | 19  | 27  | 43,21   | 108  | 89   | [ 12 ]  |
| Bobby Gould         | Inghilterra      | aprile 1981    | maggio 1981    | 2   | 0   | 0   | 2   | &0,00   | 0    | 5    | [ a 1 ] |
| John Neal           | Inghilterra      | luglio 1981    | giugno 1985    | 203 | 84  | 61  | 58  | 41,38   | 326  | 253  | [ 13 ]  |
| John Hollins        | Inghilterra      | luglio 1985    | marzo 1988     | 145 | 56  | 38  | 51  | 38,62   | 199  | 217  | [ 14 ]  |
| Bobby Campbell      | Inghilterra      | marzo 1988     | giugno 1991    | 165 | 77  | 47  | 41  | 46,67   | 287  | 233  | [ 15 ]  |
| Ian Porterfield     | Scozia           | luglio 1991    | febbraio 1993  | 90  | 31  | 28  | 31  | 34,44   | 106  | 119  | [ 16 ]  |
| David Webb          | Inghilterra      | febbraio 1993  | giugno 1993    | 13  | 5   | 4   | 4   | 38,46   | 19   | 18   | [ 17 ]  |
| Glenn Hoddle        | Inghilterra      | giugno 1993    | maggio 1996    | 157 | 53  | 54  | 50  | 33,76   | 192  | 182  | [ 18 ]  |
| Ruud Gullit         | Paesi Bassi      | maggio 1996    | febbraio 1998  | 83  | 41  | 18  | 24  | 49,40   | 157  | 109  | [ 19 ]  |
| Gianluca Vialli     | Italia           | febbraio 1998  | settembre 2000 | 143 | 76  | 38  | 29  | 53,15   | 223  | 123  | [ 20 ]  |
| Claudio Ranieri     | Italia           | settembre 2000 | maggio 2004    | 199 | 107 | 46  | 46  | 53,77   | 358  | 197  | [ 21 ]  |
| José Mourinho       | Portogallo       | giugno 2004    | settembre 2007 | 185 | 124 | 40  | 21  | 67,03   | 330  | 119  | [ 22 ]  |
| Avraham Grant       | Israele          | settembre 2007 | maggio 2008    | 54  | 36  | 13  | 5   | 66,67   | 97   | 36   | [ 23 ]  |
| Luiz Felipe Scolari | Brasile          | luglio 2008    | febbraio 2009  | 36  | 20  | 11  | 5   | 55,56   | 66   | 24   | [ 24 ]  |
| Ray Wilkins         | Inghilterra      | febbraio 2009  | febbraio 2009  | 1   | 1   | 0   | 0   | 100,00& | 3    | 1    | -       |
| Guus Hiddink        | Paesi Bassi      | febbraio 2009  | giugno 2009    | 22  | 16  | 5   | 1   | 72,73   | 41   | 19   | [ 25 ]  |
| Carlo Ancelotti     | Italia           | luglio 2009    | giugno 2011    | 109 | 67  | 20  | 22  | 61,47   | 241  | 94   | [ 26 ]  |
| André Villas-Boas   | Portogallo       | giugno 2011    | marzo 2012     | 40  | 19  | 11  | 10  | 47,50   | 69   | 43   | [ 27 ]  |
| Roberto Di Matteo   | Italia           | marzo 2012     | novembre 2012  | 42  | 24  | 9   | 9   | 57,14   | 43   | 23   | [ 28 ]  |
| Rafael Benítez      | Spagna           | novembre 2012  | maggio 2013    | 48  | 28  | 10  | 10  | 58,33   | 99   | 48   | [ 29 ]  |
| José Mourinho       | Portogallo       | giugno 2013    | dicembre 2015  | 136 | 80  | 29  | 27  | 58,82   | 245  | 121  | [ 30 ]  |
| Steve Holland       | Inghilterra      | dicembre 2015  | dicembre 2015  | 1   | 1   | 0   | 0   | 100,00& | 3    | 1    | -       |
| Guus Hiddink        | Paesi Bassi      | dicembre 2015  | giugno 2016    | 27  | 10  | 11  | 6   | 37,04   | 52   | 34   | [ 31 ]  |
| Antonio Conte       | Italia           | luglio 2016    | luglio 2018    | 106 | 69  | 17  | 20  | 65,09   | 212  | 102  | [ 32 ]  |
| Maurizio Sarri      | Italia           | luglio 2018    | giugno 2019    | 63  | 39  | 13  | 11  | 61,90   | 112  | 58   | [ 33 ]  |
| Frank Lampard       | Inghilterra      | luglio 2019    | gennaio 2021   | 84  | 44  | 17  | 23  | 52,38   | 163  | 106  | -       |
| Thomas Tuchel       | Germania         | gennaio 2021   | settembre 2022 | 100 | 60  | 24  | 16  | 60,00   | 168  | 77   | [ 34 ]  |
| Graham Potter       | Inghilterra      | settembre 2022 | aprile 2023    | 31  | 12  | 8   | 11  | 38,71   | 33   | 31   | -       |
| Bruno Saltor        | Spagna           | aprile 2023    | aprile 2023    | 1   | 0   | 1   | 0   | &0,00   | 0    | 0    | -       |
| Frank Lampard       | Inghilterra      | aprile 2023    | maggio 2023    | 11  | 1   | 2   | 8   | &9,09   | 9    | 21   | -       |
| Mauricio Pochettino | Argentina        | luglio 2023    | maggio 2024    | 0   | 0   | 0   | 0   | —       | 0    | 0    | -       |
| Enzo Maresca        | Italia           | luglio 2024    | -              | 0   | 0   | 0   | 0   | —       | 0    | 0    | -       |

1. 1 2  Allenatore che ha svolto il ruolo di manager

## Allenatori vincenti
In questo elenco sono riportati gli allenatori vincitori di titoli.
Il tecnico che per più tempo ha condotto la squadra è stato lo scozzese David Calderhead, il quale l'ha guidata per 26 anni consecutivi, disputando complessivamente 966 partite senza però conquistare trofei. L'allenatore più vincente è stato, invece, il portoghese José Mourinho, che può vantare nel proprio palmarès tre Premier League (2004-2005, 2005-2006 e 2014-2015), tre Carling Cup (2004-2005 2006-2007 e 2014-2015), una FA Cup (2006-2007) e un FA Community Shield (2006).
L'inglese Ted Drake, che ha allenato i Blues negli anni cinquanta, è stato il primo tecnico a vincere il campionato inglese (1955), ottenendo la Supercoppa inglese nello stesso anno. Nel 1965, lo scozzese Tommy Docherty ha vinto la prima Football League Cup e l'allenatore inglese Dave Sexton ha portato il Chelsea alla sua prima FA Cup nel 1970, alla quale è seguita la prima competizione internazionale, la Coppa delle Coppe 1970-1971. Dopo un periodo tra prima e seconda divisione, alla fine degli anni novanta l'olandese Ruud Gullit ha guidato la formazione londinese a un nuovo trofeo nazionale, la FA Cup 1997. L'anno seguente, Gullit è stato sostituito dall'italiano Gianluca Vialli, uno degli allenatori più vincenti del Chelsea: in due anni, il manager ha vinto tre competizioni nazionali (League Cup 1998, FA Cup 2000 e Charity Shield 2000) e due competizioni internazionali (Coppa delle Coppe 1998 e Supercoppa UEFA 1999), inaugurando una tradizione di allenatori italiani nei due decenni successivi. Dopo il fiorente periodo con José Mourinho, la squadra è tornata al successo nel 2009, guidata da Guus Hiddink alla vittoria della FA Cup 2008-2009. L'olandese è stato sostituito da Carlo Ancelotti, che ha vinto Supercoppa inglese (2009) e il double campionato-coppa nel 2010. Negli anni duemiladieci, il Chelsea si è imposto in Europa ottenendo diversi successi nelle competizioni internazionali con gli italiani Roberto Di Matteo (UEFA Champions League 2011-2012) e Maurizio Sarri (UEFA Europa League 2018-2019 e con lo spagnolo Rafa Benitez (UEFA Europa League 2012-2013, mantenendo un suo rilievo nazionale con i successi in FA Cup di Di Matteo (2012) e di Antonio Conte, sesto allenatore italiano della storia del club che ha ottenuto la vittoria in Premier League sette anni dopo l'ultima, a opera di Ancelotti.
| Nome              | Nazionalità | L1 | L2 | FA | CdL | FmC | CS | UCL | UEL | CdC | SU | CmC | Totale |
| ----------------- | ----------- | -- | -- | -- | --- | --- | -- | --- | --- | --- | -- | --- | ------ |
| Ted Drake         | Inghilterra | 1  | 0  | 0  | 0   | 0   | 1  | 0   | 0   | 0   | 0  | 0   | 2      |
| Tommy Docherty    | Scozia      | 0  | 0  | 0  | 1   | 0   | 0  | 0   | 0   | 0   | 0  | 0   | 1      |
| Dave Sexton       | Inghilterra | 0  | 0  | 1  | 0   | 0   | 0  | 0   | 0   | 1   | 0  | 0   | 2      |
| John Neal         | Inghilterra | 0  | 1  | 0  | 0   | 0   | 0  | 0   | 0   | 0   | 0  | 0   | 1      |
| John Hollins      | Inghilterra | 0  | 0  | 0  | 0   | 1   | 0  | 0   | 0   | 0   | 0  | 0   | 1      |
| Bobby Campbell    | Inghilterra | 0  | 1  | 0  | 0   | 1   | 0  | 0   | 0   | 0   | 0  | 0   | 2      |
| Ruud Gullit       | Paesi Bassi | 0  | 0  | 1  | 0   | 0   | 0  | 0   | 0   | 0   | 0  | 0   | 1      |
| Gianluca Vialli   | Italia      | 0  | 0  | 1  | 1   | 0   | 1  | 0   | 0   | 1   | 1  | 0   | 5      |
| José Mourinho     | Portogallo  | 3  | 0  | 1  | 3   | 0   | 1  | 0   | 0   | 0   | 0  | 0   | 8      |
| Guus Hiddink      | Paesi Bassi | 0  | 0  | 1  | 0   | 0   | 0  | 0   | 0   | 0   | 0  | 0   | 1      |
| Carlo Ancelotti   | Italia      | 1  | 0  | 1  | 0   | 0   | 1  | 0   | 0   | 0   | 0  | 0   | 3      |
| Roberto Di Matteo | Italia      | 0  | 0  | 1  | 0   | 0   | 0  | 1   | 0   | 0   | 0  | 0   | 2      |
| Rafael Benítez    | Spagna      | 0  | 0  | 0  | 0   | 0   | 0  | 0   | 1   | 0   | 0  | 0   | 1      |
| Antonio Conte     | Italia      | 1  | 0  | 1  | 0   | 0   | 0  | 0   | 0   | 0   | 0  | 0   | 2      |
| Maurizio Sarri    | Italia      | 0  | 0  | 0  | 0   | 0   | 0  | 0   | 1   | 0   | 0  | 0   | 1      |
| Thomas Tuchel     | Germania    | 0  | 0  | 0  | 0   | 0   | 0  | 1   | 0   | 0   | 1  | 1   | 3      |